# Portali del comune di Pignola
Pignola è noto come “il Paese dei portali”. Essi sono innumerevoli e vari per forma e struttura. L’esame delle forme li fa risalire al 1600. Il territorio altamente sismico ha reso necessarie nel tempo delle modifiche strutturali. Ciascun portale prende il nome dalla famiglia originariamente proprietaria del palazzo.

## Portali censiti

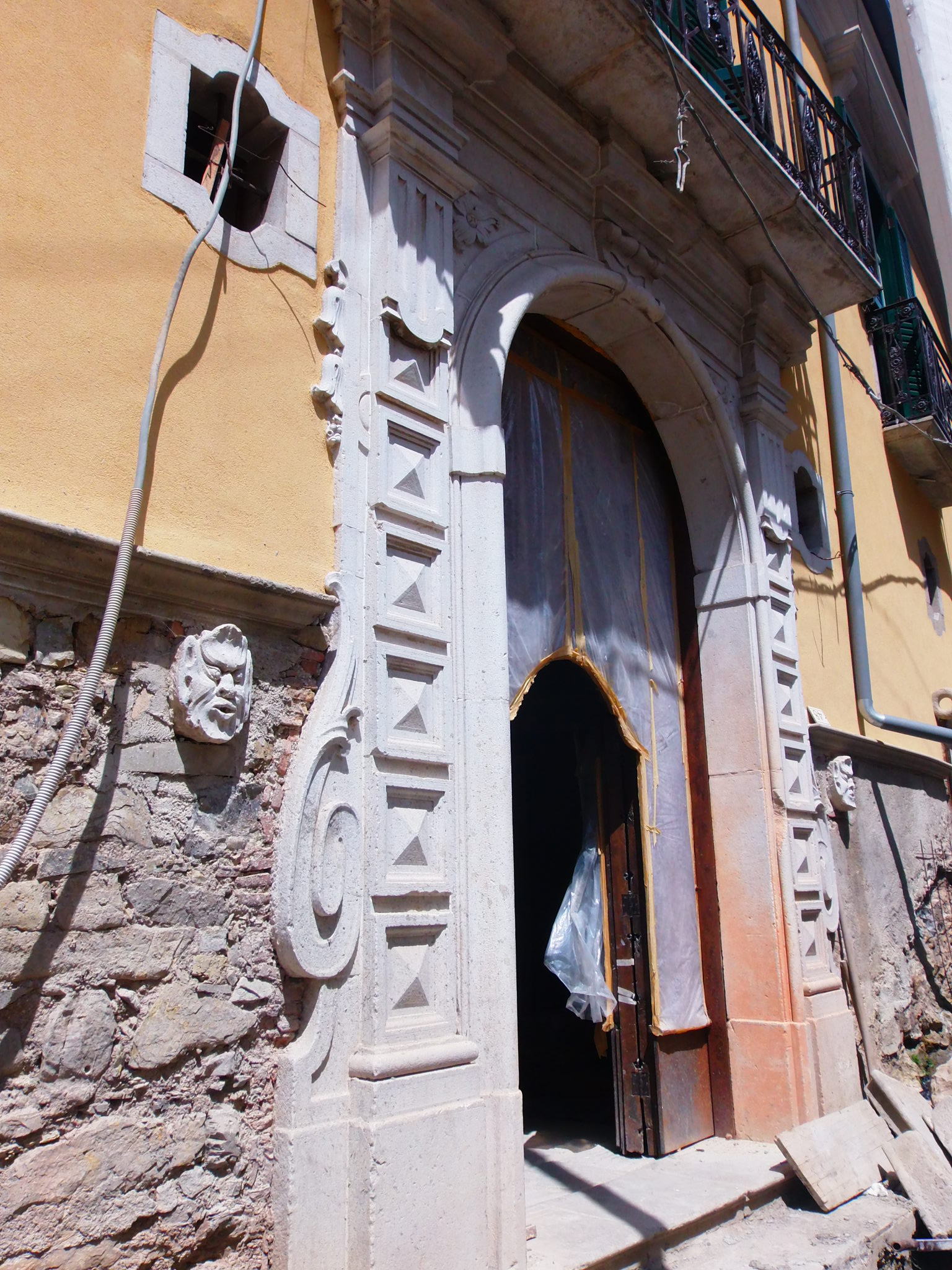
Portale Ciasca

### Il Portale “Ciasca” (Via Umberto I nº48)
Questo è tra i portali più interessanti, con piedritti lisci che sostengono un arco. Sono presenti delle zanche laterali ampie (barre metalliche per fissare un elemento a una struttura muraria) che, in corrispondenza dei piedritti, sono composte da sei riquadri per parte, adorni di sei figure scolpite a punta di diamante. I balconi in ferro battuto hanno richiami floreali. Lo stemma, sempre in ferro battuto, e le due figure demoniache laterali sono provviste di anelli che servivano per legarvi gli animali, cavalli e muli. Caratteristiche anche le aperture e le finestre chiuse da cancelli chiodati.

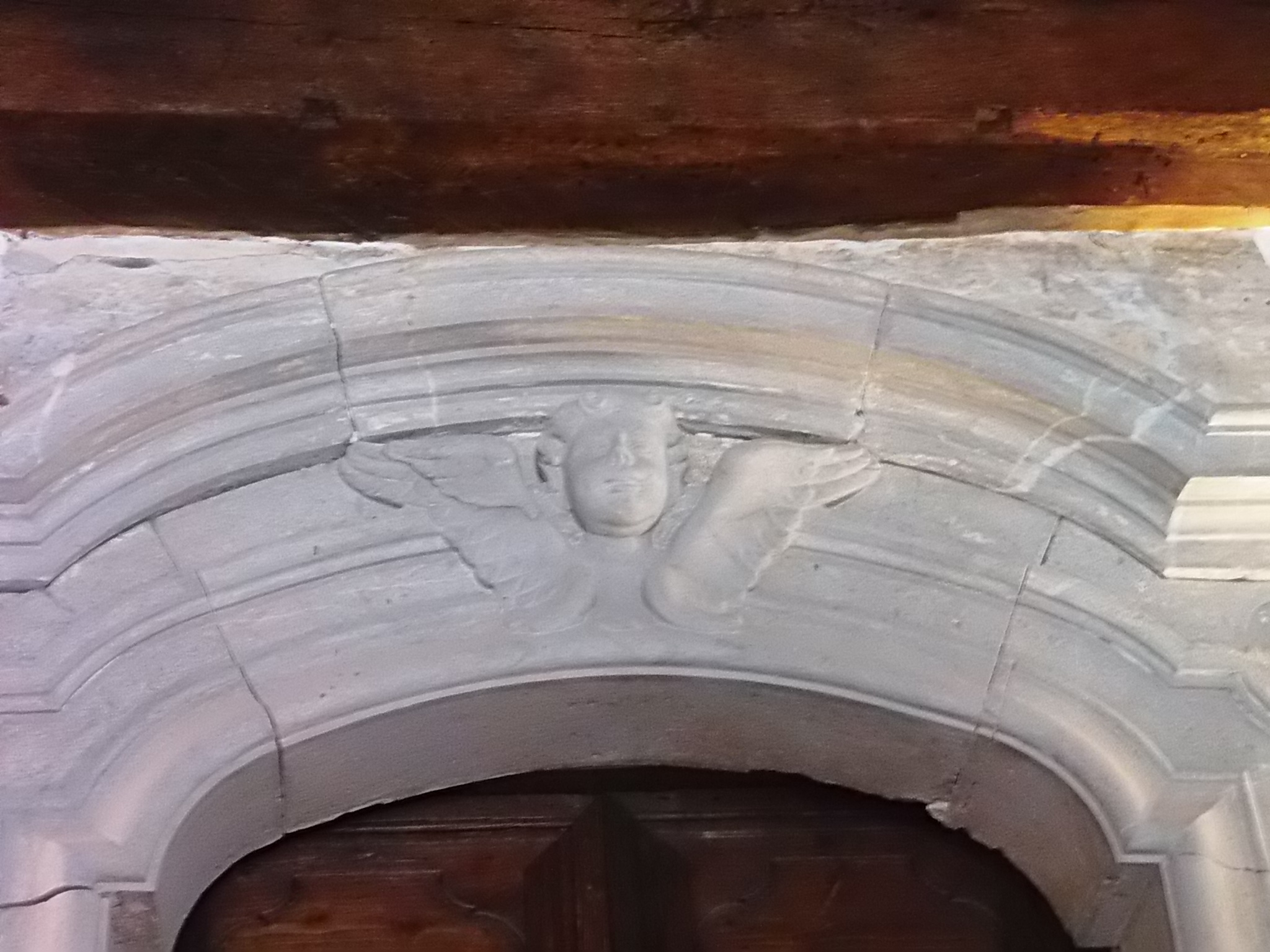
Portale interno Palazzo Ciasca

### Il Portale “Scavone” (Via Umberto I)
È un portale in stile neoclassico adorno di due colonne in stile dorico, poste su basi rettangolari leggermente lavorate. Il capitello delle due colonne presenta la decorazione di quattro roselline. Sulle colonne poggiano due lesene con quattro scanalature e quindi il balcone, sorretto da gattoni lavorati. Esiste anche uno stemma in pietra raffigurante un leone che impugna una lancia e tre stelle.

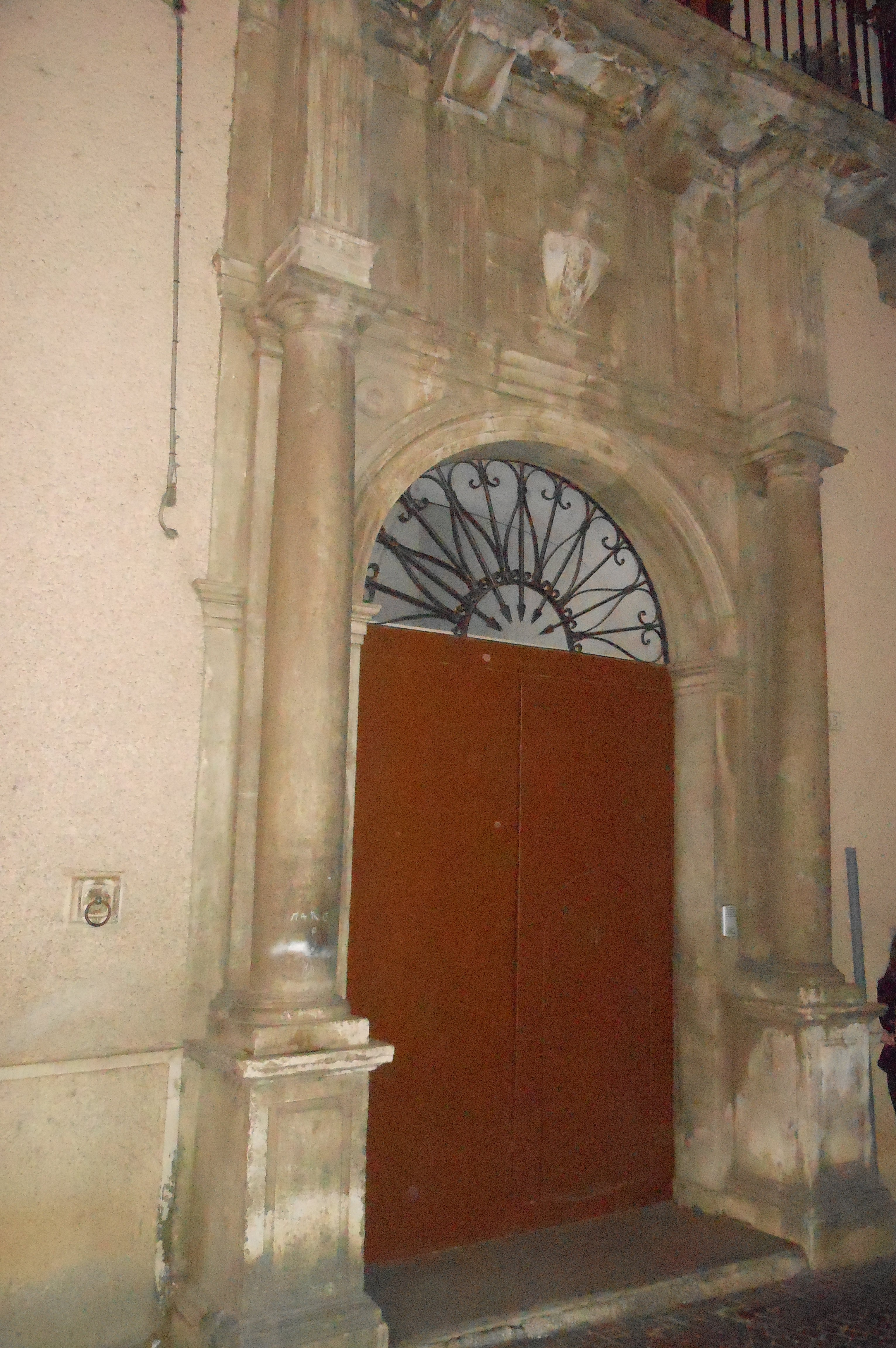
Portale Scavone

### Il Portale “Pecoriello” (Via Umberto I nº32)
Ha una forma tipica barocca con quattro forme esagonali per parte e due volti di bimbo. Alla base troviamo un leone per parte, il concio in chiave è finemente lavorato.  Il Portale “Colucci” (Via Umberto I nº16), è in stile neoclassico datato al 1800. Come concio in chiave ci sono sporgenze che richiamano il semplice ricamo ad incavo dell’intero portale.

### Il Portale “Buonansegna”
È semplice con un arco a tutto sesto, il concio in chiave raffigura una forma arborea.

### Il Portale “Cauzillo” (Vico S.Giacomo nº8)
Portale con pietre a bugna liscia con rientranze e sporgenze, il concio in chiave è ricamato ma senza iscrizioni. Nel muro di fronte vi sono figure raffiguranti animali.

### Il Portale “Buonansegna” (Via S.Giacomo nº24)
Lavorato a forme geometriche, ha sporgenze alla base ed all’apice dei piedritti.

### Il Portale “Gerardi” (Via Garibaldi nº44)
E' portale ondulato, con lavorazione molto semplice. Il concio in chiave raffigura un volto angelico.

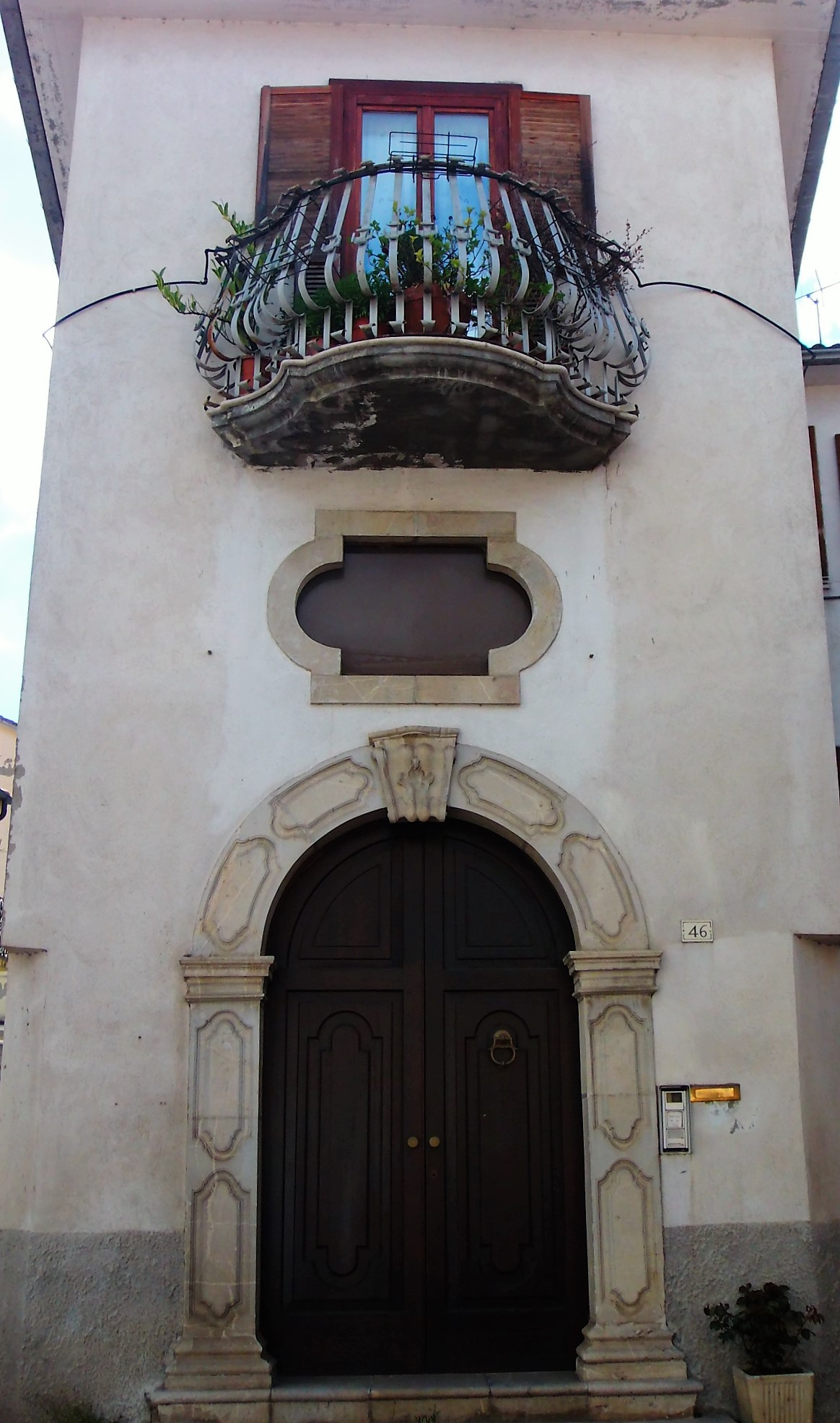
Portale Severino

### Il Portale “Severino” (ex Coiro Via Garibaldi nº46)
Ha due ricami a forma quadrilatera, con due semicerchi alle estremità. I piedritti, adornati con basi lisce e leggermente sporgenti, si chiudono all’apice in un'altra sporgenza su cui poggia l’arco che si chiude con una chiave ricamata.

### Il Portale “Severino” (ex Coiro Via Garibaldi nº48)
presenta piedritti lisci e arrotondati con una scanalatura esterna. Le sporgenze della base del piedritto e del concio in chiave creano un sobrio ricamo.

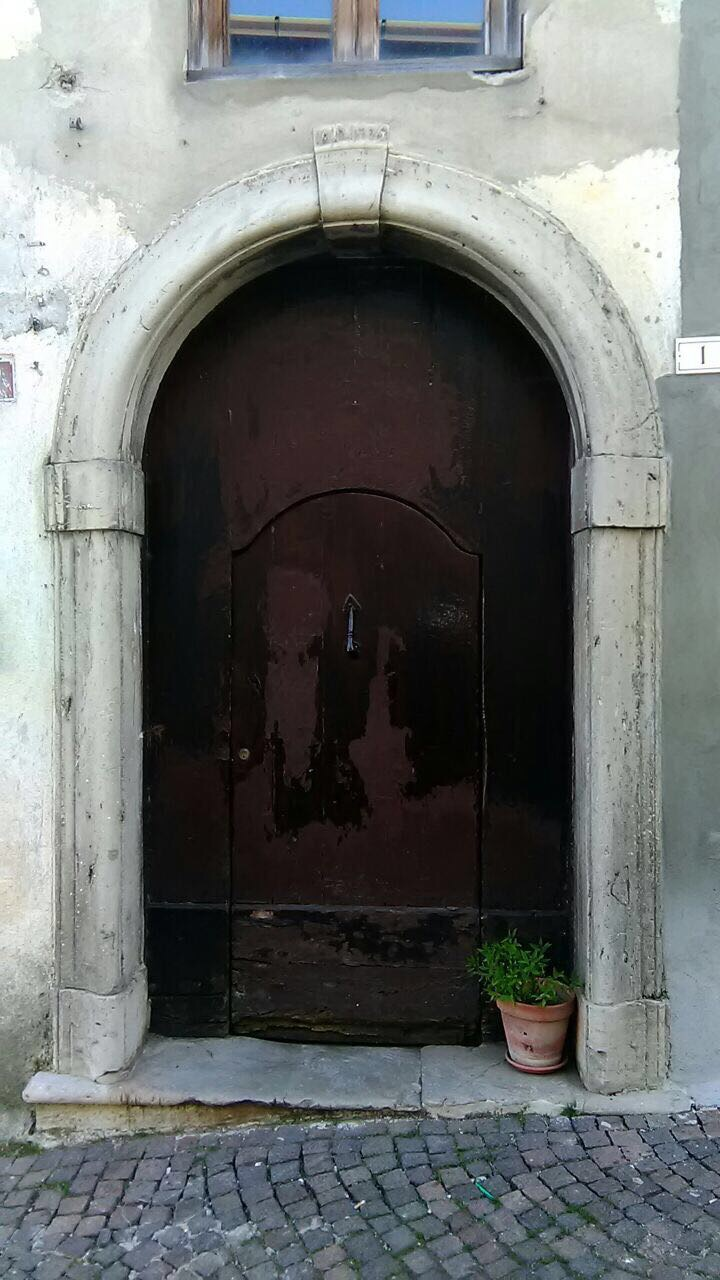
Portale Colucci

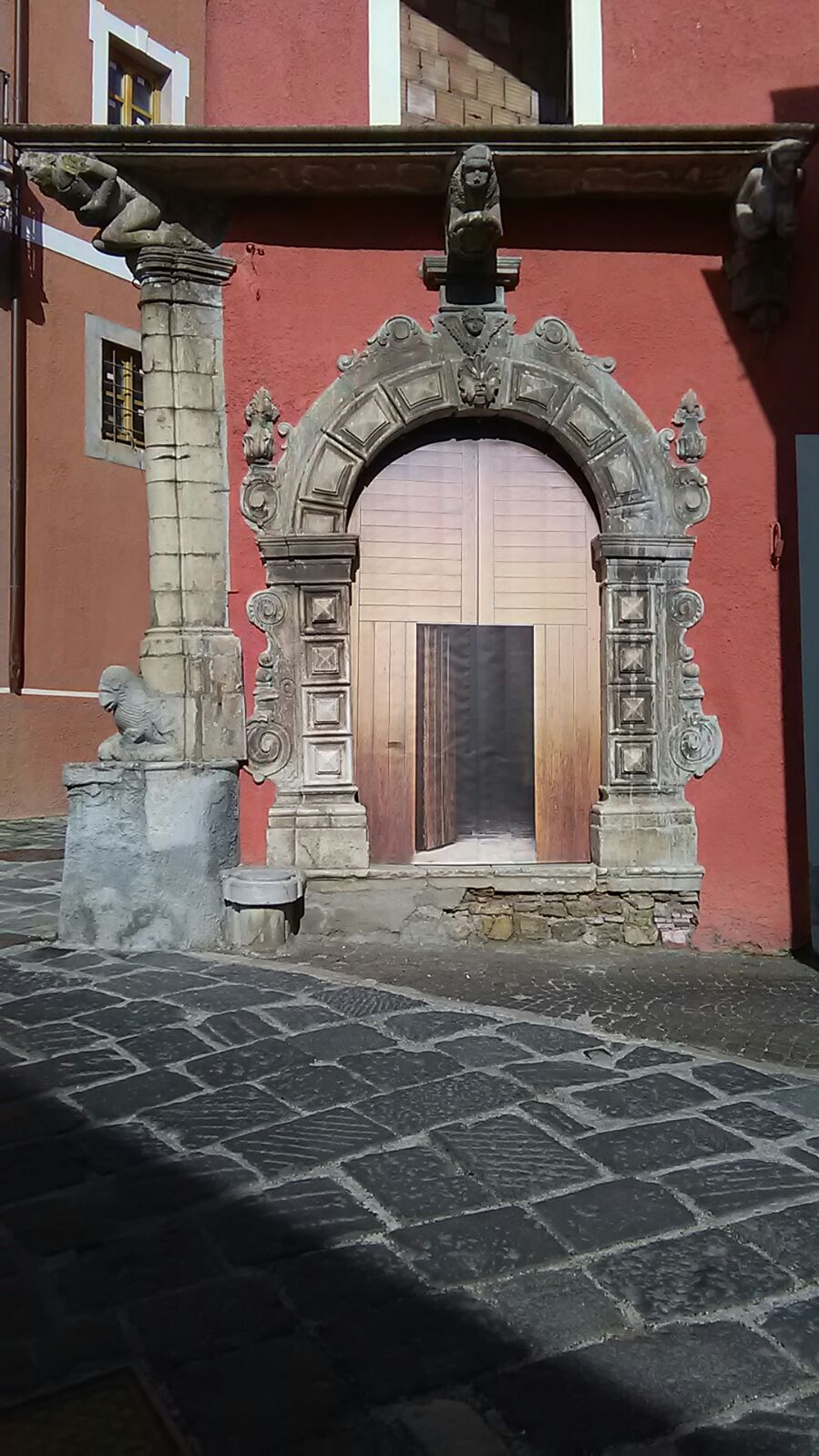
Portale Padula

### Il Portale “Padula” (Piazza Vittorio Emanuele)
Si tratta di un portale riccamente decorato sia sui piedritti con forme a punta di diamante, sia sull'arco. L’arco si chiude in chiave con una figura umana e al di sopra di esso troviamo una pietra con iscrizione capovolta. Il balcone sovrastante, in ferro battuto, è retto da cariatidi, con forme umane e animali.

### Il Portale “Albano” (ex Tucci Via Principe Amedeo nº3)
Ha elementi in stile barocco. Le zanche laterali sono ricamate in volute e i piedritti, come l’arco, sono lisci e senza ricami. Inoltre, sull’arco vi è uno stemma rappresentante una famiglia.

### Il Portale “Albano” (ex Tucci Via Principe Amedeo nº5)
Risalente al 1779, presenta piedritti arricchiti da forme rettangolari con semicerchi e il concio in chiave ricamato.

### Il Portale “Albano” (Via Principe Amedeo nº7)
E' adornato con figure geometriche sui piedritti e sull’arco.

### Il Portale “Marsico” (Via Fontana nº3)
E' decorato con forme geometriche con un concio in chiave lavorato a scanalatura ed accartocciato.

### Il Portale “Marsico” (ex Barone Lombardi Via Fontana nº4)
Si presenta con due colonne doriche il cui capitello è adornato con fiori minuscoli, che vanno a reggere il balcone centrale. L’arco è a tutto sesto. all’apice hanno uno stemma che raffigura due gigli. Il palazzo è in stile neoclassico.

### Il Portale “Darimini” (Via Umberto I nº12)
Ha piedritti lavorati in due figure geometriche per ogni lato. Stesso richiamo sull’arco, due per ogni lato.

### Il Portale “Palermo” (Vico I Umberto I nº5)
Risalente al 1752, è adornato da figure vegetali sia sui piedritti che sull’arco. Le figure sono abbellite da foglie di quercia e margherite. L’arco si chiude con una figura di un fanciullo.

### Il Portale “Petrone” (Vico Umberto I nº5-nº6)
Lo stile è neoclassico, rilevanti sono le figure demoniache ai lati del portone. È presente anche lo stile barocco nei ricami floreali sulle finestre.

### Il 'Portale “Padula” (Largo Fontana nº7)
È dato da due figure rettangolari su ogni piedritto e due figure simili sull'arco.

### Il Portale “Trotta” (Via Mazzini nº14)
È un portale diverso dagli altri infatti è un accoppiarsi di forme squadrate e scanalate.

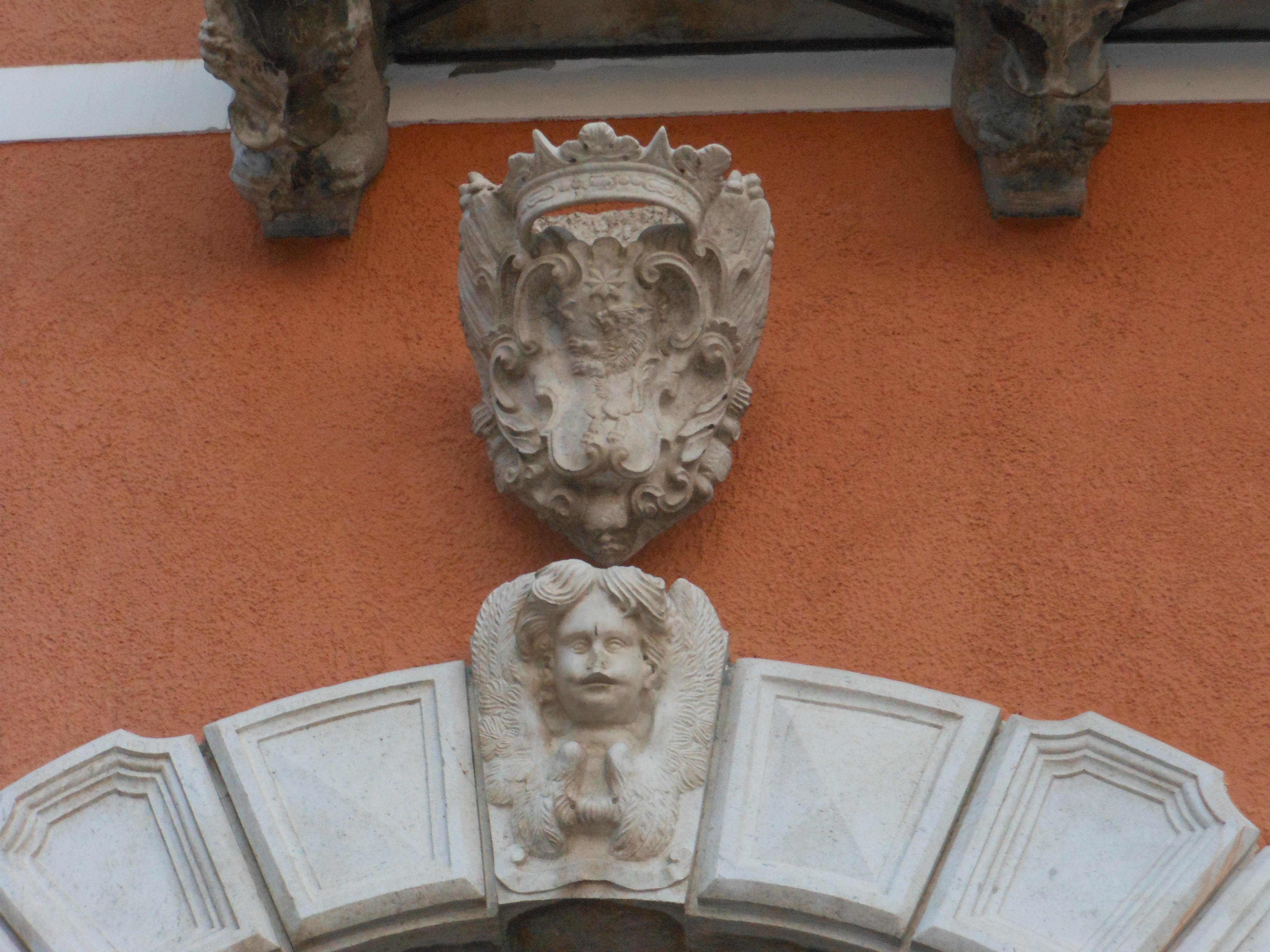
Portale Gaeta

### Il Portale “Gaeta” (Piazza Vittorio Emanuele nº2)
Portale a conci incavati, ha un arco a tutto sesto che si chiude con una figura alata. Sui piedritti si alternano forme piatte ed in rilievo. Alla base troviamo due leoni, a reggere i balconi, invece, troviamo figure scimmiesche e umane; tre figure di musici reggono la ringhiera mentre altre figure abbelliscono l’ambiente.

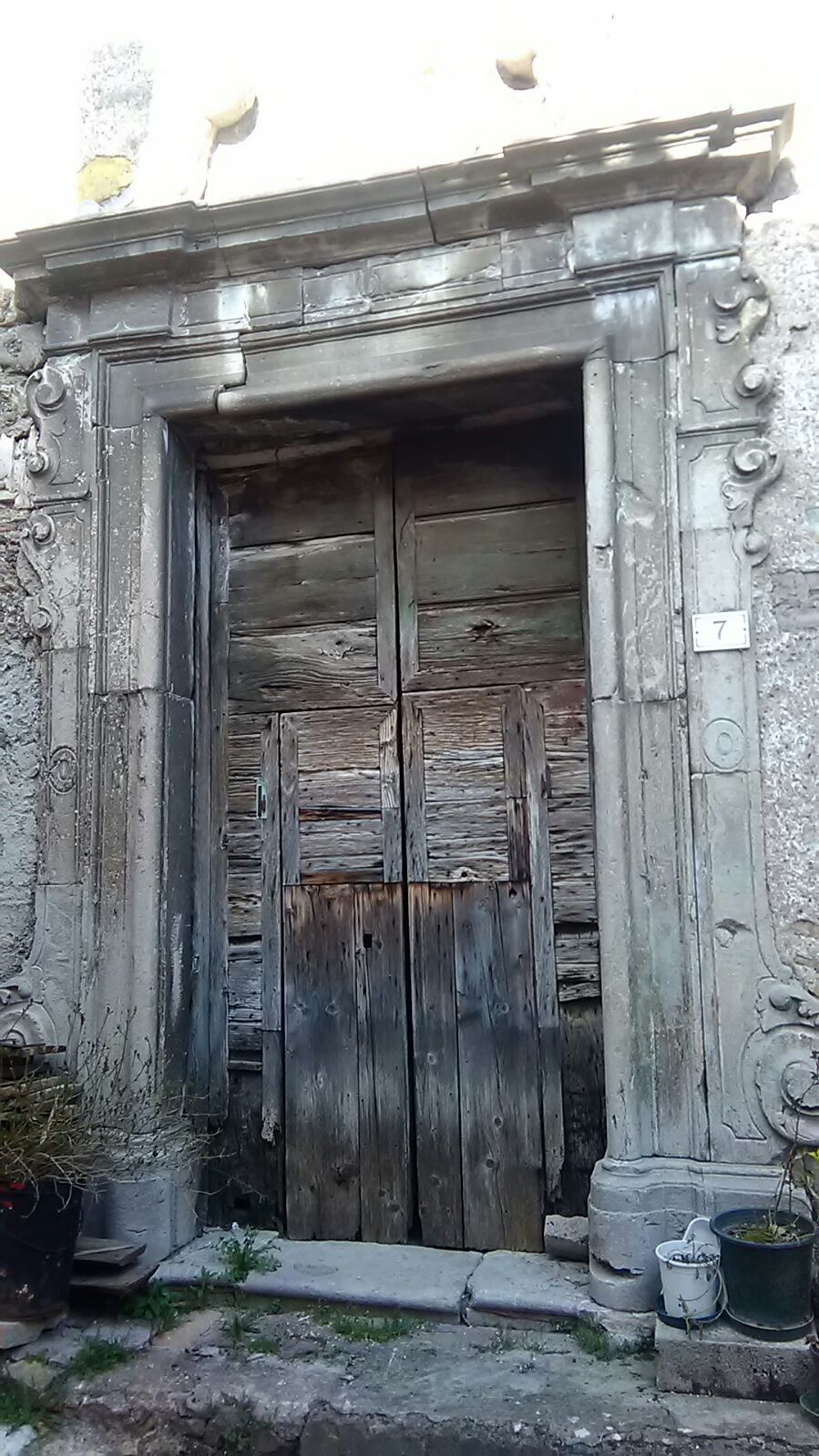
Portale Fierro

### Il Portale “Fierro” (Vico I Vittorio Emanuele nº7)
Portale con piedritti lisci e zanche con richiami a volute, ha un ricamo a timpano sulla porta.

### Il Portale “Postiglione” (Via Cavour nº6)
Portale lineare con base allargata ed arco scemo.

### Il Portale “Paciello” (Piazza Vittorio Emanuele nº16)
Portale di tipo barocco, lineare con piedritti lisci e zanche poco sporgenti, ha molti richiami a chiocciole.

### Il Portale “Paciello” (Piazza Vittorio Emanuele nº7)
Portale liscio, al lato vi sono due volti probabilmente usati per legare gli animali.

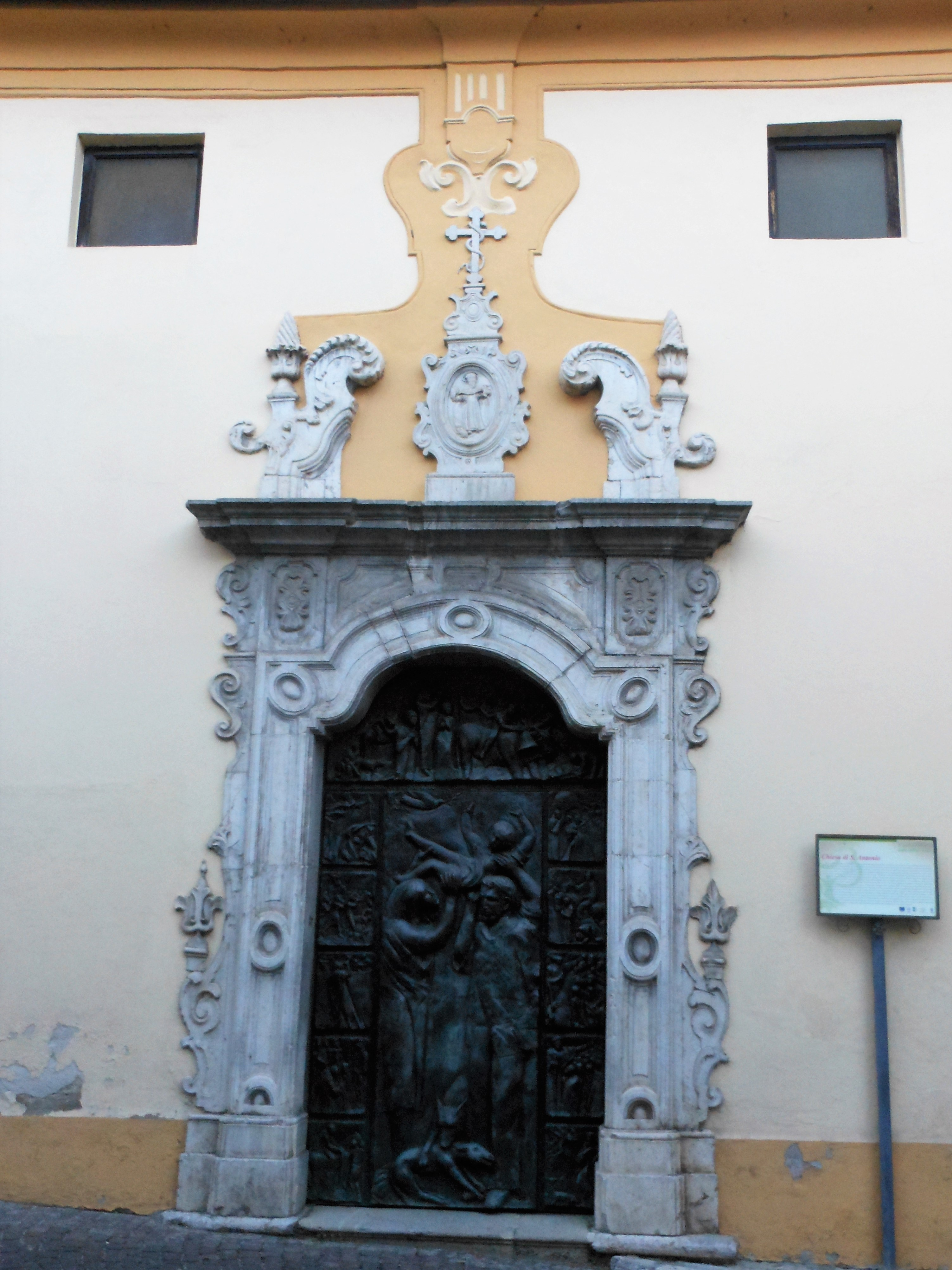
Portale Chiesa di S.Antonio

### Il Portale “Chiesa di S.Antonio” (Piazza Vittorio Emanuele)
Portale con timpano spezzato ed elementi barocchi, ha richiami esterni ad “S” e a chiocciole. I piedritti sono abbelliti da figure circolari; nella parte centrale c’è la figura di un santo ed una croce.

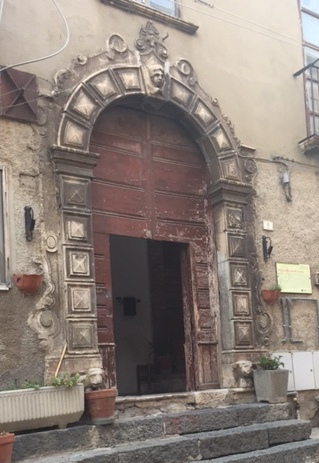
Portale Ferretti

### Il Portale “Ferretti” (Via Dante nº9)
Detto della Caserma Vecchia per via del soggiorno della Caserma dei Carabinieri. È un portale ampio e lavorato a conci, l’arco si chiude in un conio di volta a forma di un volto umano alato. Le zanche sono lavorate a volute.

### Il Portale “Nigro” (Via Dante nº8)

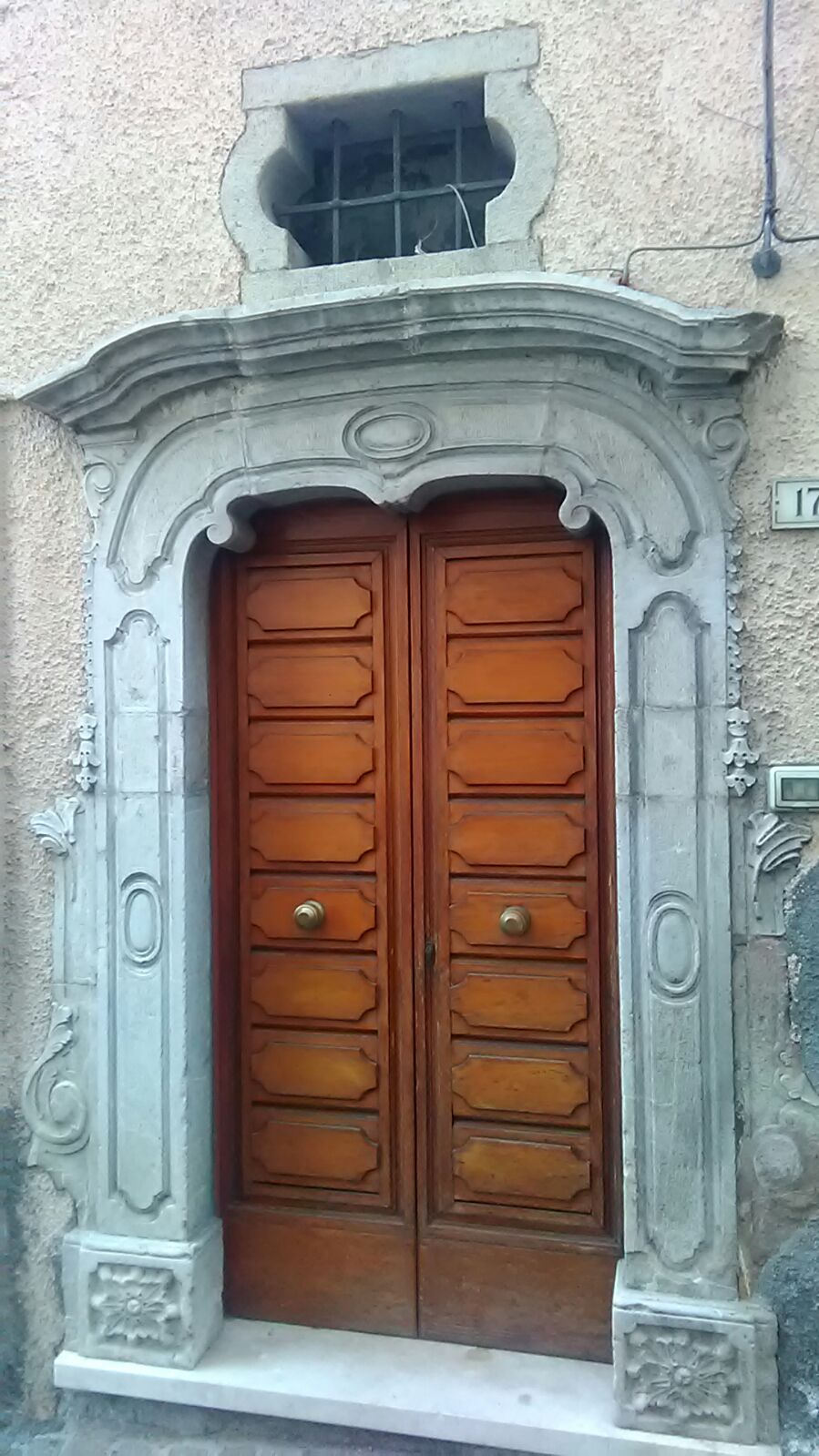
Portale Lagrotta

Portale semplice, liscio e lineare.

### Il Portale “Lagrotta” (Via Dante nº17)
Semplice con arco scemo, sui bassorilievi e le zanche ci sono richiami floreali. Nello stesso palazzo, all’entrata posteriore, troviamo un altro portale lavorato con un concio in chiave ricamato a pergamena.

### Il Portale “Vigilante” (Via Dante nº19)
Portale con piedritti lisci alla base e sporgenze all’apice. Liscio l’arco con sporgenze nella chiave.

### Il Portale “Fusco” (Via Dante nº16)
portale ampio e liscio ha un concio in chiave con una figura pentagonale.

### Il Portale “Vigilante” (Via Dante nº21)
portale con piedritti adorni da figure geometriche, alla base ed in chiave vi sono richiami floreali.

### Il Portale “Vista” (Via Dante nº18),
portale liscio e lineare con sporgenze alla base, all’apice ed in chiave.

### Il Portale “Olita” (Via Dante nº22)
portale liscio con varie sporgenze che si scontrano in chiave con richiami floreali.

### Il Portale “Pietrafesa” (Via Dante nº24)
portale liscio e sporgenze alla base, all’apice ed in concio in chiave.

### Il Portale “Sabatella” (Via Dante nº28)
portale liscio con sporgenze sui piedritti e chiave liscia.

### Il Portale “Mancino” (Via Regina Elena nº31)
portale con conci lavorati che si alternano sui piedritti, l’arco si chiude con una figura umana dai tratti orientali.

### Il Portale “Postiglione” (Via Cavour nº6)
portale ad arco scemo con forme lisce e base allargata.

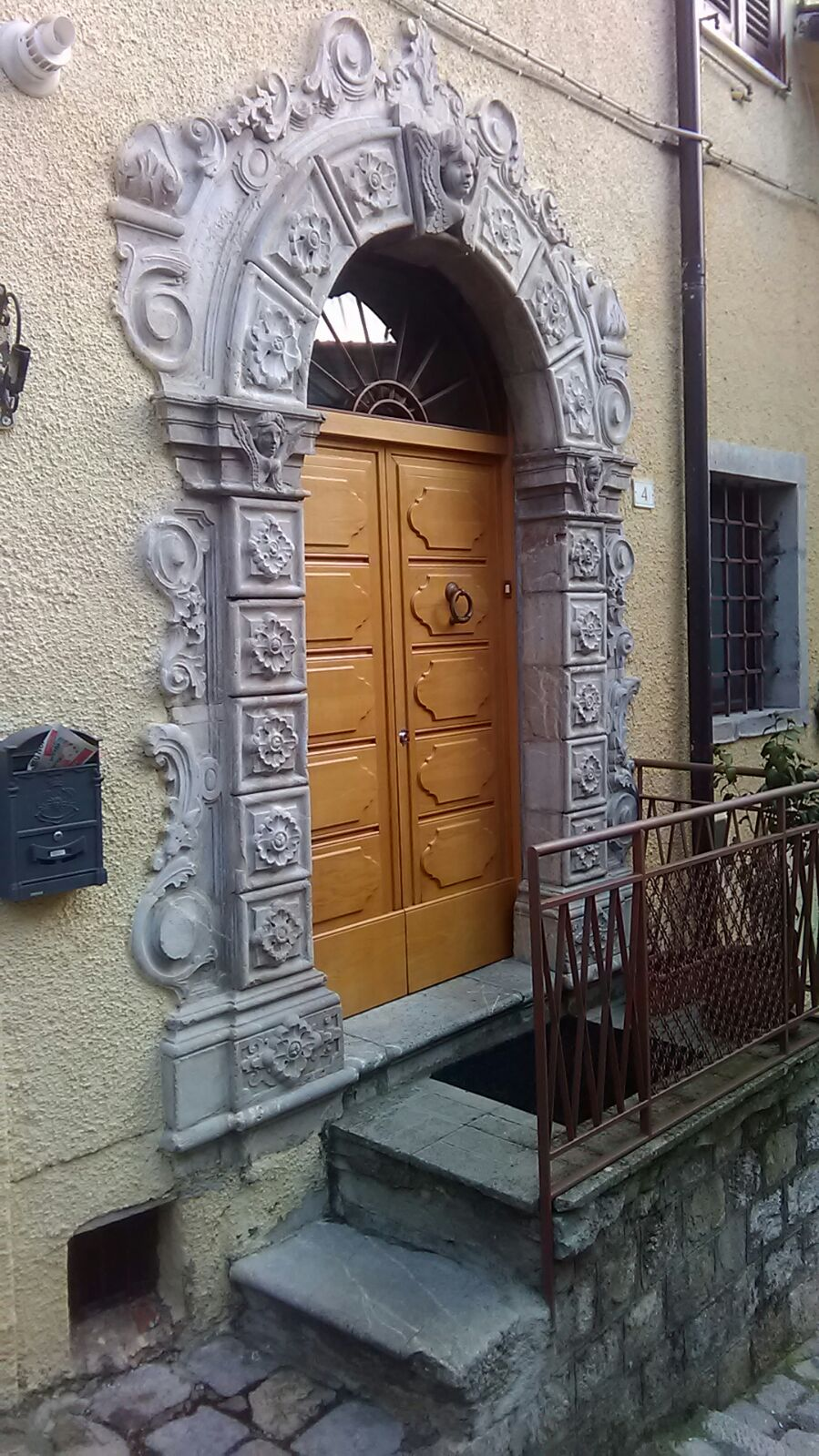
Portale Pinterpe

### Il Portale “Pinterpe” (Salita M. Pagano nº4)
è il portale più decorato di Pignola, è in stile barocco ricamato esternamente da figure a chiocciola ed “S”. I piedritti hanno richiami floreali che si concludono all’alto con due figure alate. L’arco è a tutto sesto ed ha anch’esso richiami floreali.

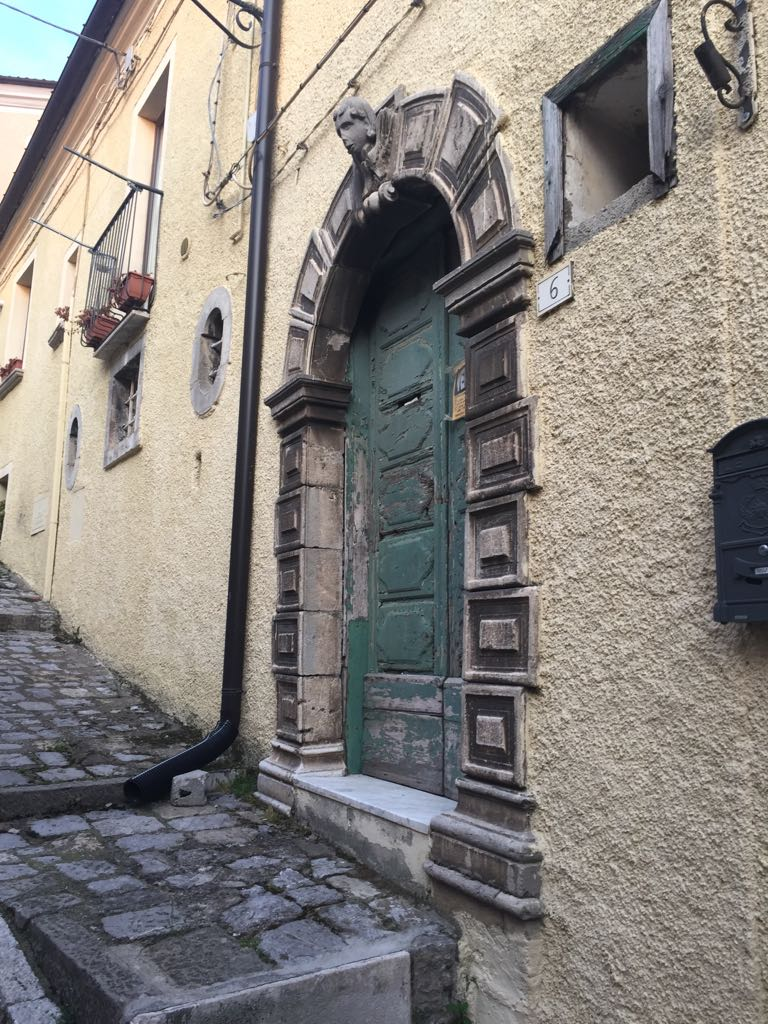
Portale Sasso

### Il Portale “Sasso” (Salita M. Pagano nº6)
portale con forme geometriche che si alternano sui piedritti fino alle sporgenze all’apice. L’arco a tutto sesto si chiude in un concio con figura umana.

### Il Portale “Tucci” (Salita M. Pagano nº12)
portale alto ed ondulato con sporgenze all’apice delle colonne e dell’arco.

### Il Portale “Rianni” (Via Vittorio Emanuele nº1)
portale liscio e squadrato con sporgenze in cima all’arco come concio in chiave.

### Il Portale “Pinotti”, (Via Vittorio Emanuele nº12)
portale con piedritti incavati e sporgenze lisce alla base, all’apice dei piedritti ed alla sommità dell’arco.

### Il Portale “Ferretti”, (Via Vittorio Emanuele nº14)

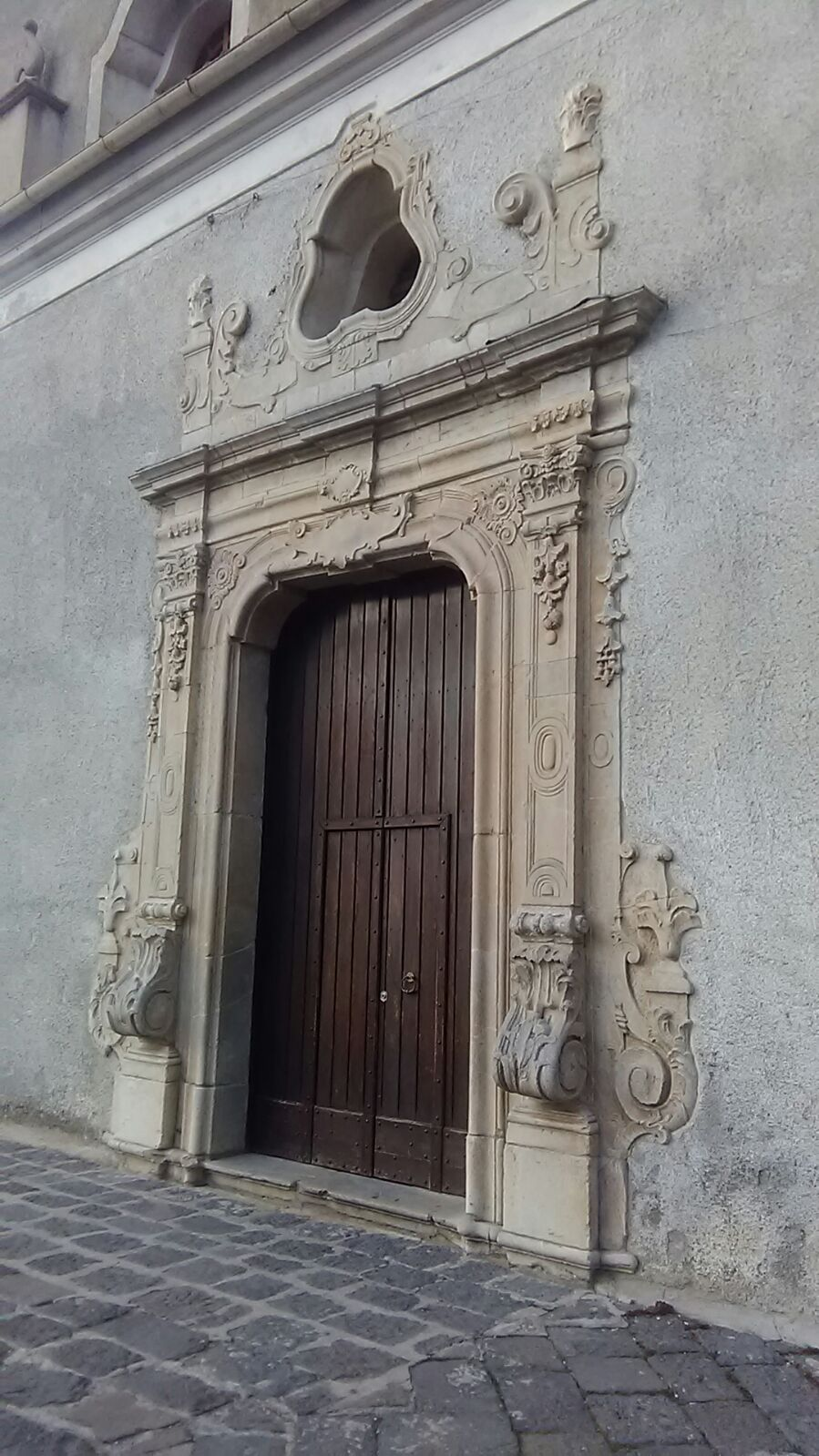
Portale Chiesa Matrice di Santa Maria Maggiore

portale ondulato ma senza fregi.

### Il Portale “Chiesa Matrice di Santa Maria Maggiore”, (Via Vittorio Emanuele)
portale lavorato sui piedritti e sulle zanche, presenta elementi tipici del barocco quali volute e chiocciole. Si chiude con un timpano aperto.

### Il Portale “Chiesa Madre", (Via Vittorio Emanuele)
Anch’esso in stile barocco, simile al precedente con una scritta sulla sommità della porta.

### Il Portale “Riviello”, (Via Regina Margherita)
portale con conci lavorati a punta di diamante, piedritti decorati con figure geometriche e conci, con richiami floreali, si chiudono con una chiave con figura angelica.

### Il Portale “Postiglione”, (Via Regina Margherita nº3)
portale liscio con sporgenze alla base e agli apici dei piedritti, concio di volta ricamato e sporgente.

### Il Portale “Patrone”, (Via Regina Margherita nº7)
portale ondulato con base lievemente sporgente e liscia,con un arco a tutto sesto e zanca con richiami a chiocciola.

### Il Portale “Giglio”, (Via Regina Margherita)
portale ondulato ma liscio sia sui piedritti che sull’arco, con sporgenze alla base e all’apice dei piedritti ed in chiave. Sul concio c’è una figura a conchiglia.

### Il Portale “Chiesa di S. Donato”, (Largo S. Nicola)
Portale liscio e poco lavorato con una figura di un santo raffigurata sul concio in chiave
Accanto ai portali nella maggior parte dei casi sono presenti mascheroni a cui legare gli animali. Spesso figure demoniache, utili contro il malocchio. Stesse figure sui batacchi dei portoni (elemento metallico, di varie dimensioni, usato per bussare alla porta) forse per scatenare l'invidia dei visitatori.